# 清水喜助
清水 喜助（しみず　きすけ）は、清水建設の創業者と、その婿養子が名乗った名である。

## 初代 清水喜助包喜
（1783年（天明3年） - 1859年6月8日（安政6年5月8日）） 江戸時代の大工棟梁で、のちの清水建設の創業者。号は包喜（かねき）
現在の越中国婦負郡小羽村（現・富山県富山市小羽）の豊かな農家の長男に生まれた。1804年（文化元年)、21歳のとき、神田鍛冶町の絵草紙屋の裏店を住居にし、大工職として江戸での第一歩を踏み出した（この年を清水建設では創業の年と定めている）。その後、「清水屋」の屋号で、神田新石町（現・内神田三丁目）の表通りに店をだす。丹後宮津藩本庄家の御用達大工となり、1838年（天保9年）には、江戸幕府の命により江戸城西ノ丸造営の一工区を請け負う。それ以来、彦根藩井伊家、佐賀藩鍋島家の御用達も務める。このとき喜助は越中から呼び寄せた弟子の藤沢清七とともに御用を務めた。後に喜助は、清七の腕と働きぶりを見込んで彼を長女ヤスの婿養子に迎える。喜助が一介の職人から幕府御用を務めるまでに出世したその経緯について詳しい資料はないが、清水屋は世間から信用され、喜助と清七は確かな仕事ぶりでそれにこたえ、商売の基礎を固めていった。1849年（嘉永2年）には、江戸・牛込の高田八幡宮隨身門の工事を完成。
こうした実績を重ねつつ、喜助は神祇伯白川神道の門人神拝次第を伝授され、「日向」の国名を名乗ることと、上棟式には風折烏帽子に祭事用装束の着用が認められた。つづいて1851年（嘉永4年）には、上野輪王寺宮から「出雲」の国名と熨斗目の着用、非常時には帯刀を許されるまで出世した。1858年（安政5年）、200年以上に及ぶ長い鎖国が解かれ、幕府はその翌年に神奈川、長崎、箱館を開港。喜助は経営者として時代の転換をとらえ、素早く開港場建設に参加した。当時、小さな漁村であった横浜は役所や役宅、商人たちの事務所や店舗などの建設ラッシュに沸いており、喜助は横浜坂下町にも支店を構え、清七にこの店を任せた。喜助は老齢であったが、仕事に注ぐ情熱は衰えず、江戸と横浜を頻繁に往復した。1859年（安政6年）5月、喜助はある外国関係の工事の遅れを取り戻すため、早朝、早駕籠で江戸を出発。しかし途中で病に倒れ、そのまま帰らぬ人となった。墓所は谷中霊園。

### 主な作品

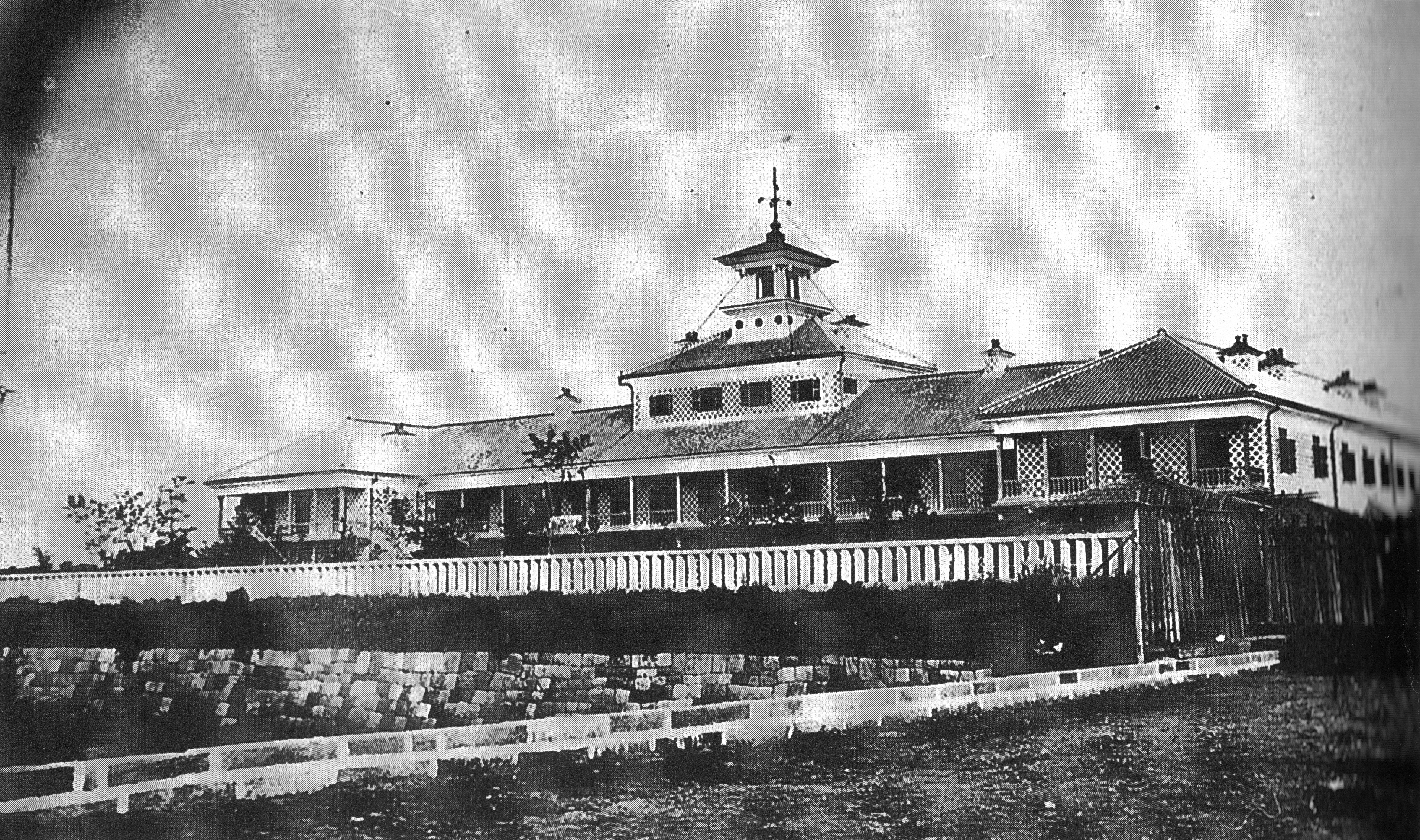
築地ホテル館
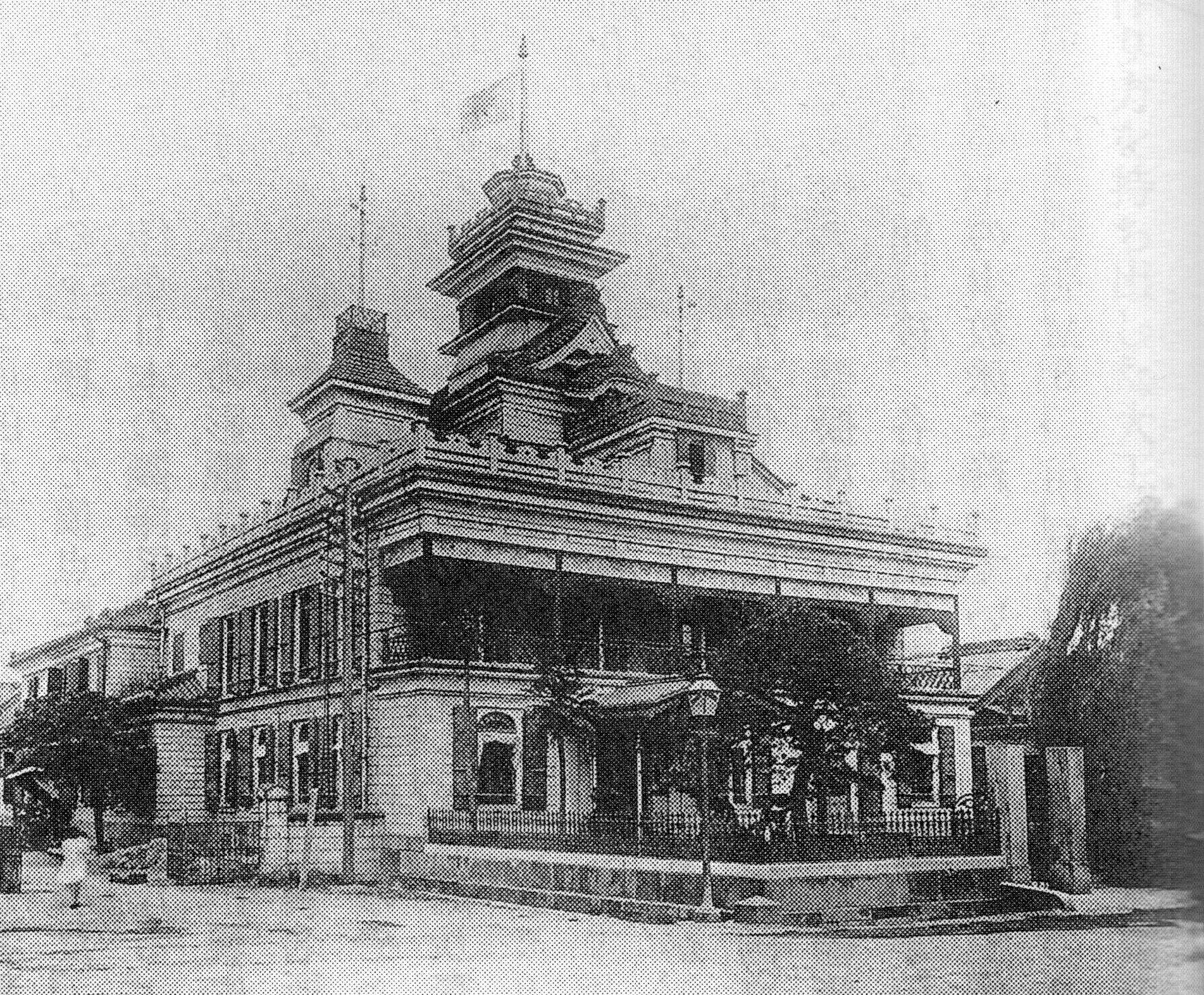
第一国立銀行（海運橋三井組）
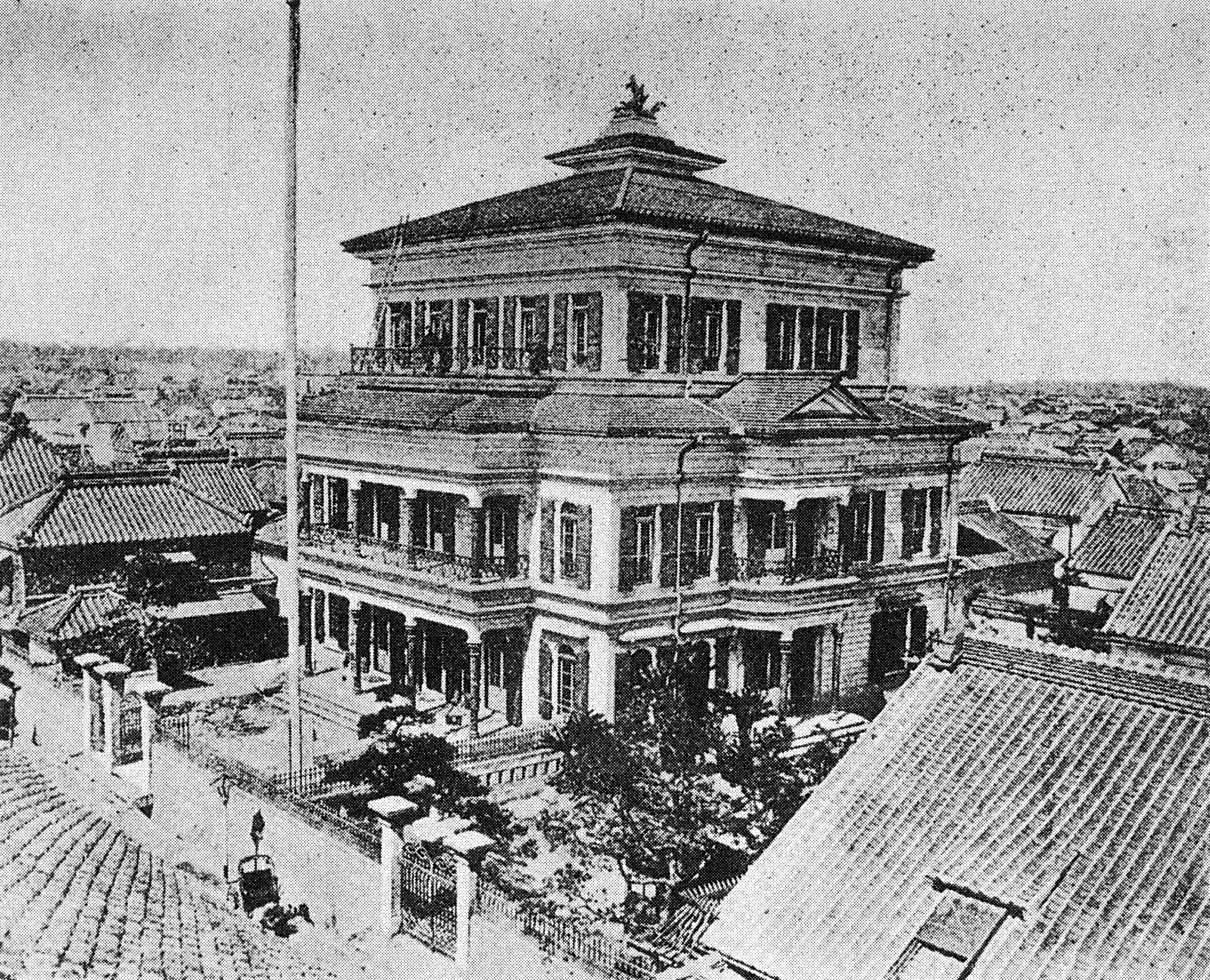
為替バンク三井組
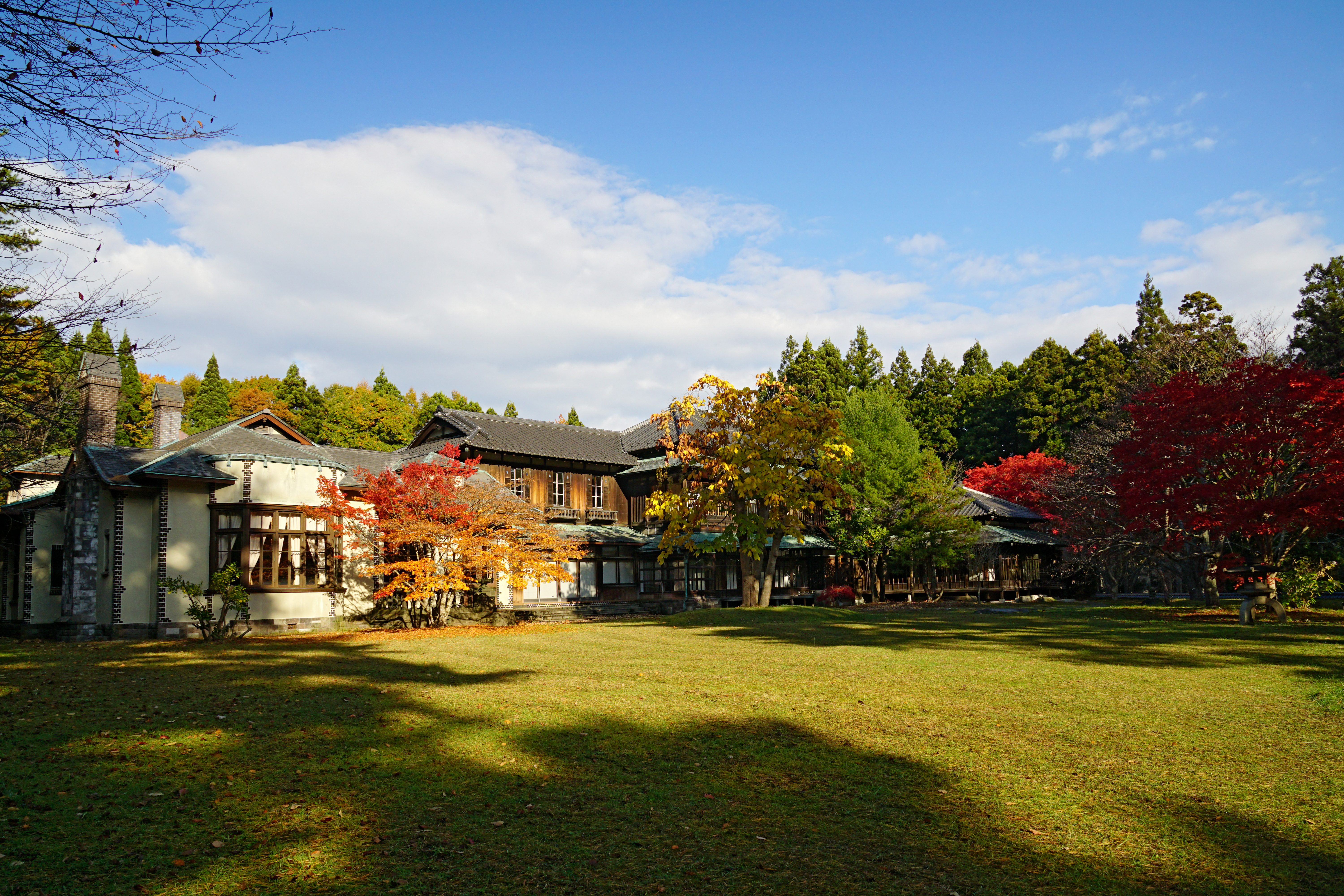
渋沢栄一邸

- 高田八幡宮随身門（1849年） - 1945年戦災消失。入母屋造、重層、三間一戸楼門。

## 二代 清水喜助清矩
（1815年（文化12年）11月 - 1881年（明治14年）8月9日）
二代清水喜助となる藤沢清七は、越中国礪波郡井波（現・富山県南砺市井波）出身である。初代喜助の生誕地である小羽と井波は直線にして20kmという至近距離にあり井波は宮大工輩出の地として知られていた。清七は小間物商の子として生まれたが、幼少の頃から社寺建築に親しみ、やがては大工を天職と決め、天保年間に初代喜助を頼って江戸にでた。初代喜助は江戸城西ノ丸の造営に参加するにあたり、22歳の清七を引き連れている。清七は、西ノ丸の造営に参加した翌年、初代喜助に認められ、長女ヤスの婿として迎えられた。その後、43歳の時に、清七が二代を継ぎ、清水喜助清矩を名乗った。
二代喜助は、開港の翌々年にあたる1861年（文久元年）に神奈川役所定式普請兼入札引受人に指名された。1862年にデント商会の代理人を務めるロレイロの事務所兼住宅を施工した。外国人技術者の下で働くようになり、ブリジェンスやウィットフィールドなどから西洋建築を学ぶようになった。1866年（慶応2年）には横浜新田北方製鉄所、翌年には神奈川ドイツ公使館を請け負い、1870年（明治3年）には、東京開市場に築地ホテル館を経営するかたわら横浜居留地商館14番館以下の6館、次いで横浜で明治政府から外国人応接所を請け負うなどしている。また、棟梁・親方として生きた初代喜助と違って、二代喜助は1859年（安政6年）に開いた横浜店を任され、材木商、金物の販売や、後には貸家業、唐物といわれた洋品の店を経営し事業家としても成長した。
1863年（文久3年）、二代喜助は江戸の隅田川ほとりにある三圍稲荷内社殿を完成させている。三圍稲荷は越後屋三井（のちの三井財閥）の守護神とされているもので、これを契機に番頭である三野村利左衛門に知られ三井組の建築を請け負うようになる。さらに、三野村の紹介により、のちに清水組の相談役になる渋沢栄一の知遇を得る。三井組とのつながりは、その後長い期間にわたって多くの工事案件を清水組にもたらし、資金融資面でも支援を受けた。1881年（明治14年）2月、日本橋本石町の居宅が類焼に遭った。その時、二代喜助は消火に努めて風邪をひき、それが引き金となって体調を崩した。以後は寝込むようになり、体力がしだいに衰え、ついに同年8月9日、67年の生涯を閉じた。

### 主な作品
| 建造物名         | 年                 | 所在地         | 現況     | 備考 |
| ---------------- | ------------------ | -------------- | -------- | --- |
| 三圍稲荷内社殿   | 1863年（文久3年）  | 東京都墨田区   | 現存     | 模造したものが清水建設本社に蔵されている。 |
| 築地ホテル館     | 1868年（慶応4年）  | 東京都中央区   | 現存せず | |
| 第一国立銀行     | 1872年（明治5年）  | 東京都千代田区 | 現存せず | 海運橋三井組、1898年取り壊し。辰野金吾が移築保存を主張したとされる。 |
| 為替バンク三井組 | 1874年（明治7年）  | 東京都中央区   | 現存せず | 初代三井本館の建設のために、1897年取り壊し。 |
| 渋沢栄一邸       | 1878年（明治11年） | 東京都江東区   | 現存     | 渋沢栄一が初めて建てた邸宅（和館）。当初は深川に建てられたが、伝染病が流行したため三田綱町に移築され、戦後は国に寄贈され蔵相公邸などとして使用された。老朽化で解体の危機となるが、1991年に渋沢家の書生だった杉本行雄に払い下げられ、青森県古牧温泉渋澤公園内に移築された。二代喜助が手がけた現存する唯一の建物であるため清水建設が買い取ることになり、2023年に東京都江東区潮見の新たな研究開発拠点内に移築し、2025年4月より一般公開が行われている。 |

- 築地ホテル館
- 第一国立銀行（海運橋三井組）
- 為替バンク三井組
- 渋沢栄一邸